# Asesor militar

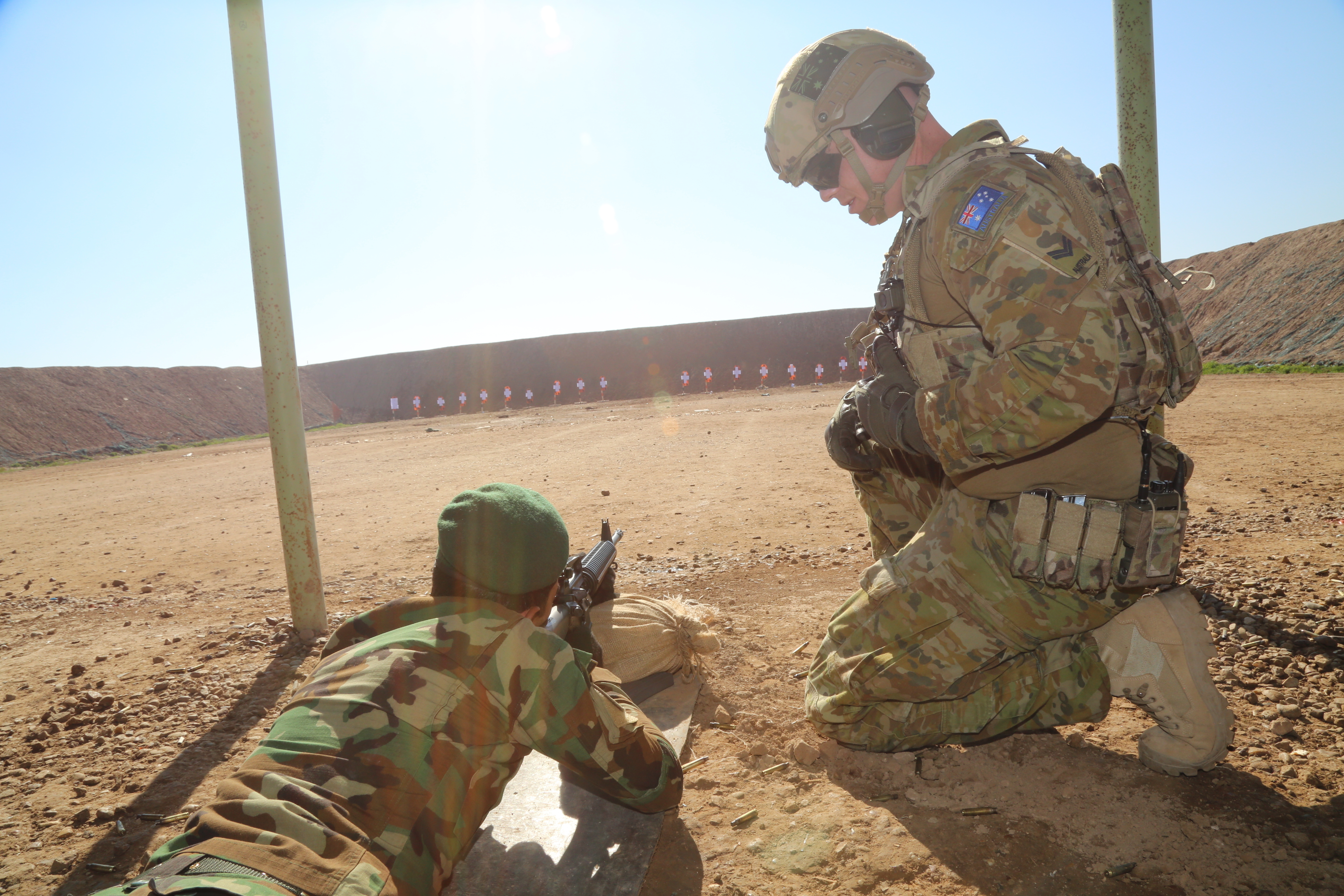
Un soldado del Ejército Australiano, da instrucciones a un soldado de las fuerzas terrestres iraquíes, en el campamento Taji, durante la guerra civil iraquí, en 2016.

Los asesores militares son personal militar desplegado para asesorar sobre asuntos militares. Este término es utilizado para llamar a los soldados enviados a países aliados, para ayudar a los ejércitos de dichos países, ofreciendo organización, educación y entrenamiento militar, llevando a cabo diversas tareas militares.
Las potencias u organizaciones extranjeras pueden enviar a dichos soldados para apoyar a países aliados o a grupos insurgentes, minimizando al mismo tiempo los riesgos de posibles bajas y evitando las ramificaciones políticas de movilizar abiertamente a sus propias fuerzas militares para ayudar a un país aliado.

## Historia

### Asesores militares europeos durante la Revolución Americana
El marqués francés de Lafayette y el barón prusiano von Steuben ofrecieron asistencia militar al Ejército Continental durante la guerra de Independencia de los Estados Unidos entre los años 1775 y 1783. Tadeusz Kościuszko (en idioma polaco: Andrzej Tadeusz Bonawentura Kościuszko) (Mieračoŭščyna, 12 de febrero de 1746 - Soleura, 15 de octubre de 1817) fue un héroe nacional polaco que se distinguió en la lucha por la independencia de los Estados Unidos y por preservar la independencia de Polonia.

### Asesores militares soviéticos
La Unión Soviética desplegó asesores militares en (por ejemplo) España, China y Angola, donde el tratado de amistad y cooperación de 1976 preveía la cooperación militar soviético-angolana para fortalecer la capacidad de defensa mutua. Moscú proporcionó inmediatamente armamento y suministros, y unos 500 asesores militares.
En China, la Unión Soviética envió alrededor de 1500 asesores militares durante el período (1937-39). Entre ellos se encontraban algunos de los mejores oficiales del Ejército Rojo como los generales Georgi Zhukov, Vasili Chuikov y Andrey Vlasov. Al igual que España, China sirvió como campo de entrenamiento para los oficiales soviéticos".

### Asesores militares alemanes

#### España nacionalista
Durante la guerra civil española, Alemania desplegó un gran número de voluntarios, también conocidos como la Legión Cóndor, para servir como mercenarios y pilotos para ayudar a las fuerzas nacionalistas. De un total de 16 000 ciudadanos alemanes que lucharon en la guerra, murieron aproximadamente 300.

#### República de China
Durante el período de entreguerras, los asesores militares alemanes bajo el mando de Alexander von Falkenhausen participaron en la modernización del Ejército Nacional Revolucionario.

#### Imperio Otomano
El Imperio Alemán, el segundo Reich, envió asesores al Imperio Otomano, en particular generales como Otto Liman Von Sanders y Colmar Freiherr von der Goltz.

### Asesores militares del Reino Unido
Thomas Edward Lawrence ("Lawrence de Arabia") era un asesor militar británico y combatió como guerrillero en la rebelión árabe, entre los años 1916-1918. 

### Asesores militares de Estados Unidos
El desarrollo y el aumento de las capacidades militares de los países aliados mediante el asesoramiento, es una operación que el Ejército de los Estados Unidos ha llevado a cabo durante más de cien años. El Ejército estadounidense ha llevado a cabo misiones de asesoramiento para aumentar la capacidad y la habilidad de los ejércitos extranjeros, desde la insurrección filipina a principios del siglo XX, hasta los conflictos más recientes en Vietnam, Irak y Afganistán.

### Asesores estadounidenses en Vietnam del Sur

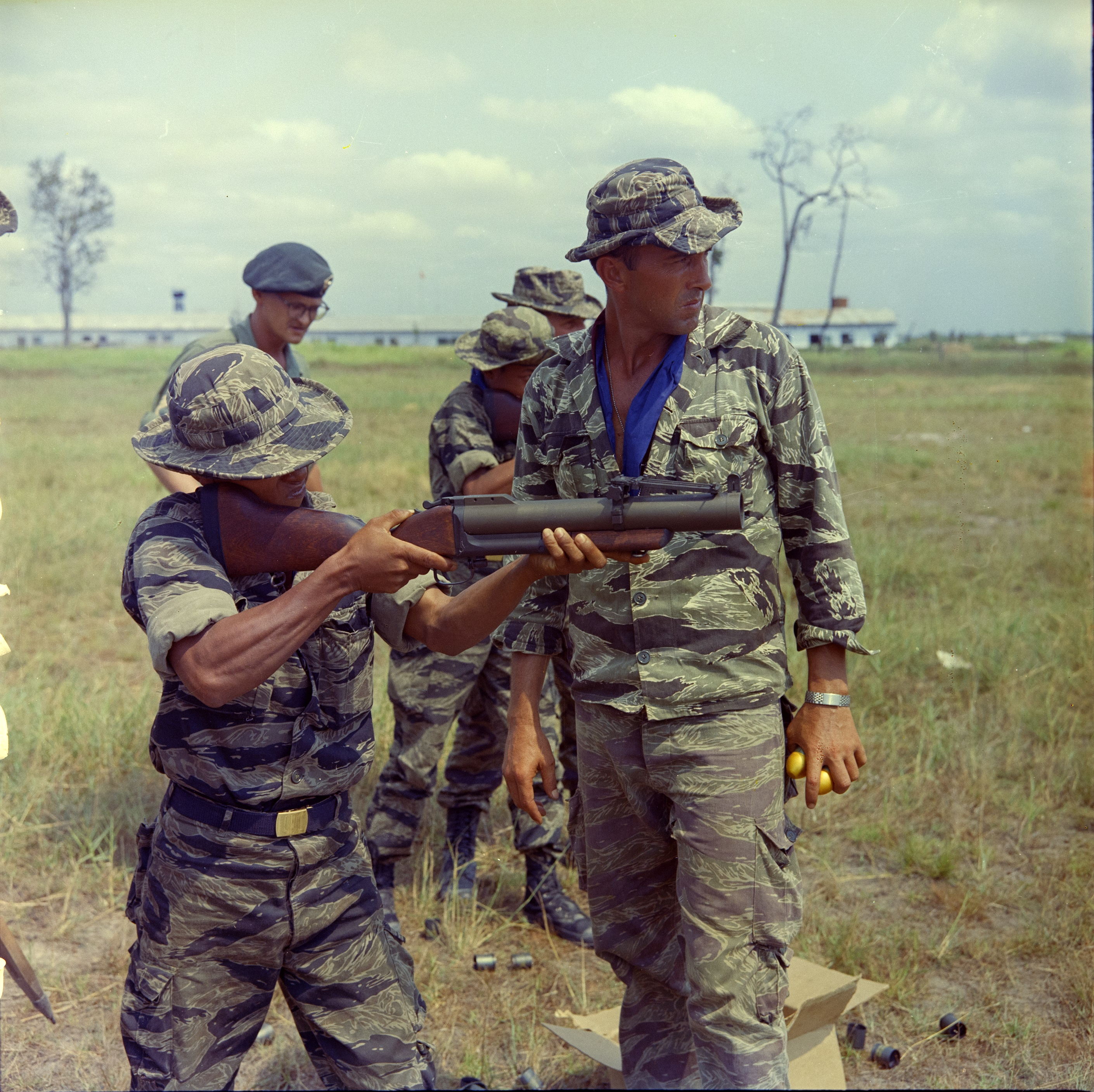
Un asesor militar de las Fuerzas Especiales del Ejército de Estados Unidos, instruye a un recluta vietnamita sobre el manejo de un lanzagranadas M79 durante la guerra de Vietnam, en 1967.

A principios de la década de 1960, elementos de las Fuerzas Especiales del Ejército de los Estados Unidos y el comando de asistencia militar en Vietnam, fueron a Vietnam del Sur para actuar como asesores militares, para entrenar y ayudar al Ejército de Vietnam del Sur, para acciones llevar a cabo operaciones militares contra el Ejército de Vietnam del Norte. Los marines de los Estados Unidos también cumplieron un papel importante como asesores de las fuerzas survietnamitas.

### Asesores estadounidenses durante la guerra contra el terrorismo
Los asesores militares estadounidenses, sirvieron durante la Guerra contra el terrorismo. Fueron designados como Equipos de Entrenamiento Integrado en Afganistán y como Equipos de Transición Militar en Irak. Estos soldados e infantes de marina vivían en unas condiciones muy austeras en puestos de combate remotos, a menudo a gran distancia de cualquier apoyo estadounidense o de la coalición internacional. Estos equipos estaban formados principalmente por personal del Ejército de los Estados Unidos, la Guardia Nacional de los Estados Unidos y el Cuerpo de Marines de los Estados Unidos, con experiencia en el manejo de armas de fuego. El personal de la Reserva del Ejército de los Estados Unidos, la Fuerza Aérea de los Estados Unidos y la Armada de los Estados Unidos, ejercían como asesores en materia de logística militar y en otras funciones de apoyo. Los asesores sobre el terreno de las unidades de infantería y las unidades de comandos del Ejército Afgano y las tropas del Ejército iraquí, eran soldados y marines con experiencia con armas de combate. Las Fuerzas Especiales del Ejército de los Estados Unidos y los US Navy SEAL de la Armada estadounidense, también trabajaban con el Ejército iraquí, pero la mayor parte de los asesores de combate eran soldados de infantería e infantes de marina.

La misión del asesor militar está bien definida. La misión del asesor militar, requiere que oficiales y suboficiales estadounidenses enseñen, entrenen y orienten a sus homólogos de las fuerzas de seguridad de las naciones aliadas. Esto permite el rápido desarrollo de las capacidades operativas de liderazgo, mando y control aliado, permite el acceso directo a los asesores de las fuerzas de la coalición internacional, para mejorar las operaciones de contrainsurgencia de las fuerzas de seguridad aliadas, para que estas fuerzas tengan unas capacidades letales en el campo de batalla.

La asistencia militar y policial, a las fuerzas de seguridad aliadas, requiere el uso de una educación integral. Los equipos de asesores militares, han tenido diversos cambios de enfoque y doctrina. Los equipos de asesores, están formados por soldados de unidades militares conviviendo juntos en una base de operaciones avanzada. Los equipos de asesores militares, proporcionan el personal militar para las brigadas de combate y para varias unidades del ejército. Estos equipos están integrados por asesores militares y comandos de las fuerzas especiales. Este concepto está vigente como un método de asesoramiento de combate. Los equipos de asesores militares, reciben formación militar en el Fuerte Johnson, en Luisiana, en la academia de asesores.